# クリスチャニア・ボヘミアン

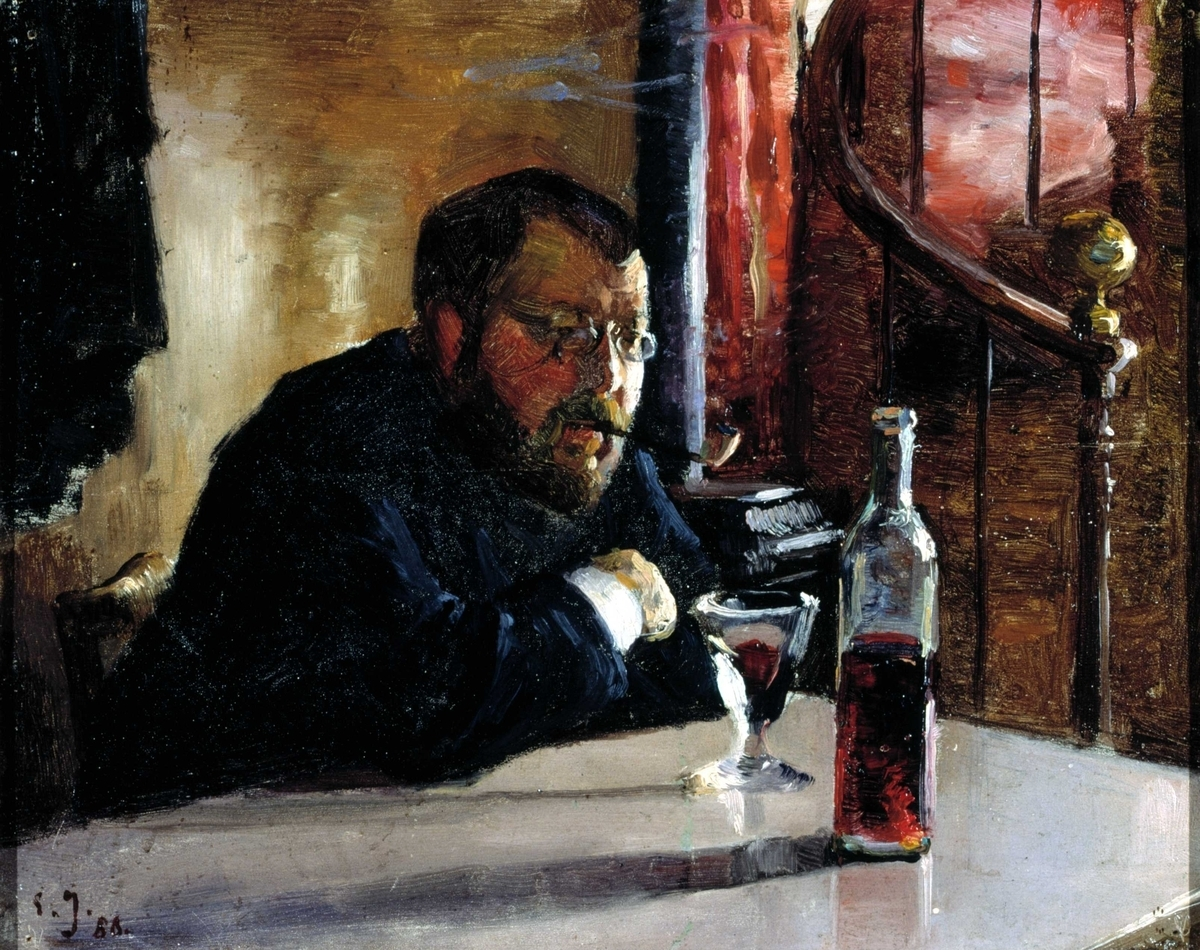
ハンス・イェーゲルの肖像（1888年）。

クリスチャニア・ボヘミアン（英語: Kristiania Bohemians, ノルウェー語: Kristiania-bohemen, クリスチャニア・ボエーム）は、1880年代、ノルウェーの首都である当時のクリスチャニア（現オスロ）で生まれた、ボヘミアニズムを標榜する芸術家たちによるグループ、運動。

## 概要
グループの中心人物は、画家クリスチャン・クローグや、作家ハンス・イェーゲルであった。ハンス・イェーゲルは、1885年に著書『クリスチャニア・ボヘミアンより』を発刊し、このグループをこう呼んだ。
文学的には、フランスのエミール・ゾラやギュスターヴ・フローベールの自然主義に影響されていた。政治的・社会的には、恋愛・性の解放を訴え、社会主義や無政府主義への傾斜をはらんでいた。
クリスチャン・クローグが主宰していた芸術新聞『印象派』は、1889年2月、次の「ボヘミアンの九つの戒律」を掲載し、伝統的なキリスト教的道徳への徹底的反抗、自己中心的な英雄主義を明らかにしている。
1. 汝は自己の生涯を語らねばならない。
2. 汝はあらゆる家族的係累を断ち切らねばならない。
3. 両親はどのようにひどく扱ってもよい。
4. 汝は汝の隣人から、必ず5クローネ以上の金を搾り取らねばならない。
5. 汝は、ビョルンスティエルネ・ビョルンソンのごとき百姓は全てこれを憎悪し、軽蔑しなければならない。
6. 汝は、決して安物のセルロイド・カフスを用いてはならない。
7. クリスチャニア劇場においては、あらゆる機会を利用してスキャンダルを起こさなくてはならない。
8. 汝は決して後悔してはならない。
9. 汝は自ら命を断たねばならない。

また、ハンス・イェーゲルは、ボヘミアンの綱領について、次のように書いている。
若者たちは、頽廃的な生活を送り、アルコール中毒、梅毒、自殺などに終わるケースも多かった。
画家エドヴァルド・ムンクも、このグループに参加して、ハンス・イェーゲルやクリスチャン・クローグと交友し、大きな影響を受けた。それと同時に、ボヘミアンの連中について「絵についてのきりのない長話で人を苛つかせること以外に丸一日何もしやしない」、「反吐の出そうな馬鹿者」だと罵っている。